# Rubén Gil Pendón
Rubén Gil Pendón   (Còrdova, 1929 - l'Escala, 30 d'octubre de 2020) va ser un pastor protestant, predicador, teòleg, periodista i escriptor, autor de nombroses obres que tractaven temes com la comunicació i el periodisme.
Per les seves caracterísques com a orador, va ser triat evangelista de la World Gospel Crusades, feina que va realitzar fins a 1965 i que li va portar a viatjar predicant per Europa i Amèrica. Al 1966 va prendre al seu càrrec el pastoratge de l'Església Baptista d'Albacete, encara que abans ja hi havia pastorejat a l'Església Evangèlica Baptista de Molins de Rei (Barcelona) i més tard a la Primera Església Baptista d'Alacant (1968-1972).
Al matí del 30 d'octubre de 2020, va morir a l'hospital Josep Trueta de Girona.